# Ard rí Érenn
Ard Rí Érenn, ou Ard-Rí na hÉireann /ˈaːɾˠd̪ˠˌɾˠiː n̪ˠə ˈheːrʲən̪ˠ/ en irlandais moderne, est un titre qui désigne, dans la mythologie celtique et l’histoire médiévale de l’Irlande, le souverain qui règne sur la totalité de l’île. Ard Rí signifie « roi suprême » (parfois traduit par « haut roi ») et « Érenn » provient de la déesse Ériu, personnification de l'île. 

## L’époque mythique
Les sources littéraires relatives à l’histoire mythique de l’Irlande nous décrivent une île divisée en coíceda (« provinces », littéralement « cinquième »). Soit idéalement, quatre royaumes le Connaught (Connachta), le Leinster (Laighean), le Munster (An Mhumhain), l’Ulster (Ulaidh) et un cinquième royaume situé au centre ; Mide (Midhe), où siège le roi suprême, et dont la capitale est Tara. 
Les rois des quatre « provinces » doivent s’acquitter d’un impôt appelé boroma, qui est constitué de bétail. Le non-paiement de cette taxe est un prétexte à des expéditions guerrières comme le raconte le Forbuis Droma Damhghaire (le Siège de Druim Damhghaire) dans lequel l'ard rí Cormac Mac Airt envahit le Munster. 
La souveraineté chez les Celtes est associée à une fonction économique, qui est la juste redistribution des richesses. Le roi Bres, qui règne un temps sur les Tuatha Dé Danann est considéré comme un mauvais roi, à cause de son avarice ; le druide Coipre, par une satire, le contraint à se retirer.

## Les temps historiques

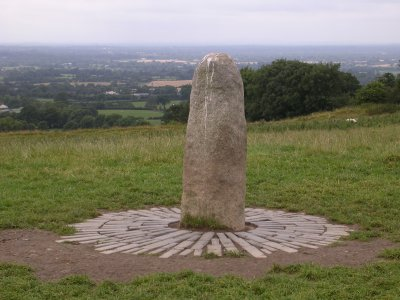
Les ard rí étaient traditionnellement intronisés sur la colline de Tara. La Lia Fáil (photo) était supposée crier le nom du roi légitime lorsque celui-ci posait son pied sur elle.

Un descendant de Conn Cétchathach, Niall Noigiallach mort en 405 ap. J.-C. selon la date traditionnelle relevée dans les Annales des quatre maîtres mais que la critique moderne tend à reporter vers 450 ap. J.-C., est considéré comme le premier ard rí Érenn mi-légendaire mi-historique.
À l’exception des règnes de son neveu Dathí mac Fichra († 428), qui fut peut-être incorporé rétroactivement dans la liste des rois suprêmes et de celui du fils de ce dernier Ailill Molt († 483), les descendants de Niall Noigiallach occupèrent de façon continue le trône de Tara et monopolisèrent ce titre prestigieux bien que dénué de pouvoir réel jusqu’en 1022.
Plusieurs dynasties O'Neill revendiquèrent en effet Niall Noigiallach comme ancêtre :
Après les règnes son fils Lóegaire mac Néill († 463) et de son petit-fils Lugaid mac Lóegairi († 508) ainsi que celui de son arrière-petit-fils Túathal Máelgarb mac Cormac Caech mac Coirpre († 544) le titre d’Ard Rí Érenn fut porté par les descendants de Niall établis dans le Nord de l’Irlande et dans le royaume de Mide. 
À la suite de la conquête du nord et de l’ouest de l’Ulster par deux des fils de Niall, Éogan et Conall Gulban se créèrent les dynasties du Cenél nEógain en Tir-Eogain et du Cenél Conaill en Tir-Conaill. 
À la même époque dans le royaume de Mide, les descendants de Conall Criamthan, autre fils de Niall, constituèrent à l’est le Síl nÁedo Sláine qui régna sur le royaume de Brega et à l'ouest le Clan Cholmáin qui occupa la région de Mide.
Les ard rí Érenn O'Neill des lignées du Sud et du Nord alternèrent sur le trône de Tara de manière assez régulière bien qu’après le règne de Cinaed mac Iragalach (724-727), les descendants d’Aed Slainé, le Síl nÁedo Sláine, en aient été exclus à l’exception notable de Conghalach Cnogba (944-956) au Xe siècle et qu'aucun membre du Cenél Conaill n'ait porté ce titre après Flaithbhertach (727-734).
Le dernier roi suprême à avoir été intronisé dans ce cadre fut Mael Seachlainn II Mór mac Domnaill de Meath issu du Clan Cholmáin. Écarté du pourvoir par Brian Boru en 1002, il reprit son titre sans contestation à la mort de Brian jusqu’à son propre décès en 1022.
Le titre fut ensuite disputé en quasi permanence entre :
- les Ua Briain  rois de Munster descendants de Brian Boru ;
- les MacLochlainn eux-mêmes issus des O’Neill du Cenél nEógain ;
- les Ua Conchobair, rois de Connacht qui prétendaient descendre des Uí Briúin, issus de Brion, un frère aîné de Niall Noigiallach ;
- Diarmait mac Mail na mBo  roi de Leinster († 1072), dont la famille les Uí Cheinnselaigh n’avait jamais porté le titre.

Le dernier ard rí Érenn fut Ruaidri mac Toirdhealbach Ua Conchobair qui renonça de facto à son titre en faveur d’Henri II d'Angleterre au traité de Windsor en 1175 et mourut retiré dans un monastère en 1198.
Deux des chefs de la résistance irlandaise contre les Anglo-Normands, Brian Ua Neill tué en 1260 et l’Écossais Edubard Briuis, tué en 1318, tentèrent en vain de rétablir ce titre symbolique mais prestigieux lors de leurs combats pour l'indépendance de l'Irlande.

### Liste des rois selon leBaile Chuind Chétchathaig
Le Baile Chuinn Chétchathaig (La frénésie ou la transe de Conn Aux cent Combats) est un texte rédigé vers 700 ap. J.-C. qui contient une liste de rois de Tara, très différente de celle que l’on peut établir à partir des entrées des Annales d'Ulster ou des Annales des quatre maîtres ces dernières n'ayant été mises en forme définitivement qu'un millénaire plus tard !  
On estimait généralement que les cinq derniers rois étaient fictifs car la liste semble avoir été établie à l’époque de Fínnachta Fledach. Certains rois ne sont pas clairement identifiables d’autres déplacés chronologiquement.
Dans ses études récentes Edel, Bhreathnach avance l'hypothèse que dans sa forme actuelle du poème date peut-être d'un peu plus tard. Alors que les rois qui suivent Fínsnechta étaient auparavant considérés comme des rois futurs fictifs, Edel Bhreathnach suggère que ces données sont en fait historiques jusqu'au premier quart du VIIIe siècle et elle propose des hypothèses d'identifications de ses cinq derniers souverains.
| Nom                                   | Identification | Notes |
| ------------------------------------- | --- | --- |
| Non nommé                             | Conn Cétchathach | Le texte évoque une vision prophétique de Conn sur les rois ses successeurs.                                                   |
| Art                                   | Art Mac Cuinn | Connachta; |
| Mac Con macc aui Lugde Loígde         | Lugaid mac Con | Érainn-Corcu Loígde (Dáirine (en))                                                                                             |
| Corbmac                               | Cormac Mac Airt | Connachta-Ui Neill |
| Corpre                                | Cairbre Lifechair | Connachta-Ui Neill |
| Fiechri                               | Fiachrae Cássan | Airgíalla (Cruithni)-Ind Airthir                                                                                               |
| Dáire Drechlethan                     | Dáire Doimthech, Dáire Barrach ou Dáire mac Cormaic                                                                   | Corcu Loígde, Laigin-Uí Bairrche ou Connachta-Ui Neill                                                                         |
| Fécho                                 | Fíachu Sraiptine; | Connachta-Uí Néill; |
| Muiredach Tirech                      | Muiredach mac Fiachach                                                                                                | Connachta-Uí Néill; |
| Crimthand                             | Crimthann mac Fidaig                                                                                                  | Eóganachta; |
| Níell                                 | Niall Noigiallach | Connachta-Uí Néill; |
| Loígaire                              | Lóegaire mac Néill | Uí Néill-Cenél Loegairi; |
| Corpri                                | Coirpre mac Néill | Uí Néill-Cenél Coirpri ; († vers 485/500),                                                                                     |
| Ailill                                | Ailill Molt | Connachta-Uí Fiachrach; († vers 482),                                                                                          |
| Lugid                                 | Lugaid mac Lóegairi                                                                                                   | Uí Néill Cenél Lóegairi († vers 507 ou 513),                                                                                   |
| Mac Ercéni                            | Muirchertach Mac Ercae                                                                                                | Uí Néill Cenél nEógain († vers 534),                                                                                           |
| Óengarb                               | Túathal Máelgarb | Uí Neill–Cenél Coirpri († vers 544),                                                                                           |
| Aíd                                   | Áed Sláine mac Diarmato († 604), ou Áed Dub mac Suibni († 588)                                                        | Uí Néill ou Cruithni Dál nAraidi ; roi semble-t-il mal placé                                                                   |
| Aíd Olláin                            | Áed Uaridnach (Áed Allán mac Domnaill) († 612) ou Áed mac Ainmerech († 598)                                           | Uí Néill Cenél nEógain ou Ui Néill Cenél Conaill et mal placé.                                                                 |
| Diermait                              | Diarmait mac Cerbaill                                                                                                 | Uí Néill († 565), |
| Feáchno                               | Fiachnae mac Báetáin († 626), ou peut-être Fiachnae mac Demmáin († 627) ou Fiachnae mac Feradaig, père de Suibne Menn | Cruithni Dál nAraidi ou Dál Fiatach ou Uí Néill Cenél nEógain.                                                                 |
| Suibne                                | Suibne Menn | Uí Néill Cenél nEógain († 628),                                                                                                |
| Oengus                                | Óengus mac Colmáin Bec                                                                                                | Uí Neill Clan Cholmáin († 621),                                                                                                |
| Domnall                               | Domnall mac Áedo | Uí Néill Cenél Conaill mort en († 642),                                                                                        |
| Blathmac et Diarmaid petits-fils de ? | Blathmac mac Áed Sláine et Diarmait Ruanaid mac Áed Sláine                                                            | Uí Neill Síl nÁedo Sláine, (tous deux † 665).                                                                                  |
| Snechta Fína                          | Fínnachta Fledach | Uí Néill Síl nÁedo Sláine († 695), La liste aurait été composée sous son règne ; quatre ou cinq rois fictifs suivent Finnachta |
| Niell                                 | ? Niall mac Cernaig Sotail († 701)                                                                                    | Uí Néill Síl nÁedo Sláine |
| Flann Asail                           | ? Flann mac Áedo meic Dlúthaig († 714)                                                                                | Uí Néill Síl nÁedo Sláine |
| Furbaide                              | ? Murchad Midi mac Diarmato († 715)                                                                                   | Uí Néill Clan Cholmáin |
| Cailech/Glúnshalach                   | ? Fergal mac Máele Dúin († 722), ou Fogartach († 724)                                                                 | Uí Néill Cenél nEógain/Uí Néill Síl nÁedo Sláine                                                                               |
| aue Coircc                            | ? Cathal mac Finguine († 742)                                                                                         | Eóganacht Glendamnach. |